# Robert Soblen
Robert Soblen né Ruvelis Sobolevicius le 7 novembre 1900 à Vilkaviškis  et mort le 11 septembre 1962 à Londres, est un psychiatre américain d'origine lituanienne et espion soviétique.

## Biographie
Il est dans les années 1920 une figure des milieux trotskistes en France et en Allemagne et aurait, avec son frère, commencé à travailler pour le NKVD en 1931. Léon Trotski rompt avec eux en 1932 et Robert rejoint ses ennemis dans le Parti communiste d'Allemagne.
En 1941, Robert Soblen, son frère Jack Soble (en) et leur famille émigrèrent aux États-Unis.
L'espion soviétique, producteur à Hollywood et plus tard agent double Boris Morros (en) l'accusa d'activité d'espionnage. Durant la Seconde Guerre mondiale, le docteur Soblen aurait fourni aux Soviétiques des documents secrets de l'OSS et des informations sur la bombe atomique provenant des Sandia National Laboratories d'Albuquerque.
Soblen était un psychiatre au New York's Rockland State Hospital, quand il fut arrêté en décembre 1960. Le Rockland State était un hôpital considéré comme progressiste pour son époque. 15 ans après la guerre, le FBI l'arrêtait pour espionnage en temps de guerre.
En août 1961, il fut condamné à la prison à vie. Soblen fit immédiatement appel et fut libéré sous caution (100 000 dollars) en attendant son nouveau procès. Une leucémie incurable lui ayant été diagnostiquée, les agences de cautionnement refusèrent d'avancer la somme. Sa femme réussit à réunir 40 000 dollars d'économies et d'assurance-vie, et une connaissance, George Kirstein, éditeur de l'hebdomadaire libéral The Nation, fournit les 60 000 dollars restants. L'héritière Helen Lehman Buttenwieser fut persuadée de garantir la caution. Elle était alors l'associée de l'avocat de Soblen, Ephraim S. London, et elle-même l'avocate d'Alger Hiss, fonctionnaire américain accusé d'espionnage au profit de l'URSS.
Le FBI ne plaça pas Soblen sous surveillance, estimant faible son risque de fuite à l'étranger du fait de sa maladie et du montant élevé de sa caution, fournie par des personnes privées qui, dans ce cas, perdraient leur argent. Lorsque le dernier appel fut rejeté, en juin 1962, Soblen s'enfuit pour Israël, qui garantissait à tous les Juifs un droit du retour. Il fut pourtant rapidement expulsé, ce qui ouvrit une polémique en Israël parmi les Juifs estimant inviolable le droit de retour. Il est avec Joseph Joanovici et Meyer Lansky l'un des trois seuls juifs qu'Israël ait extradés. Soblen se poignarda dans l'avion qui le ramenait aux États-Unis et dut être débarqué à Londres. Les médecins britanniques indiquèrent que sa leucémie était dormante et qu'il pouvait encore espérer vivre plusieurs années. Le Royaume-Uni rejeta sa demande d'asile politique et alors qu'il allait être de nouveau expulsé, il avala une dose mortelle de barbituriques.
Son frère Jack Soble et son épouse Myra Soble (en) furent également condamnés pour espionnage en 1957.